# Семенцево (Некоузский район)
Семенцево — деревня в Некоузском районе Ярославской области России. 
В рамках организации местного самоуправления входит в состав Некоузского сельского поселения, в рамках административно-территориального устройства относится к Некоузскому сельскому округу.

## География
Расположена на берегу речки Теренка в 9 км на юго-восток от районного центра села Новый Некоуз. 

## История
Близ деревни на погосте Введенском в Клыкове в 1730 году была построена каменная церковь. Престолов в ней было два: Преображения Господня и Введения во храм Пресвятой Богородицы. 
В конце XIX — начале XX века деревня входила в состав Крюковской волости Мышкинского уезда Ярославской губернии.
С 1929 года деревня входила в состав Некоузского сельсовета Некоузского района, с 2005 года — в составе Некоузского сельского поселения.

## Население
| 1859 | 2002 | 2007 | 2010 |
| ---- | ---- | ---- | ---- |
| 83   | ↘0   | ↗1   | ↘0   |

## Достопримечательности
Близ деревни в урочище Введенском расположена недействующая Церковь Введения во храм Пресвятой Богородицы (1730).